# Sebastián Alquati
Sebastián Alquati (* 20. května 1976 Rosario) je bývalý argentinský zápasník – judista.

## Sportovní kariéra
Vrcholově se připravoval v Buenos Aires ve sportovním tréninkovém centru CeNARD pod vedením Luise Beníteze. V argentinské mužské reprezentaci se pohyboval od roku 1994 v lehké váze do 73 (71) kg. V roce 1996 startoval na olympijských hrách v Atlantě, kde prohrál v 18. sekundě úvodního kola s Mongolem Boldbátarem na ippon technikou seoi-nage. V roce 2000 uhájil pozici reprezentační jedničky a startoval v Sydney na svých druhých olympijských hrách. Po úvodní výhře nad judistou z Barbadosu prohrál v kole dalším s Jihokorejcem Čchö Jong-sinem na body (wazari) za napomínání. V dalších letech přišel o své pozice v reprezentaci na úkor bratrů Rogriga Lucentiho a Emmanuela Lucentiho. Žije nedaleko Rosaria v Pueblo Esther a věnuje se trenérské práci.

## Výsledky
| Turnaj                  | 1994       | 1995       | 1996       | 1997       | 1998       | 1999       | 2000       | 2001       |
| Turnaj                  | 18         | 19         | 20         | 21         | 22         | 23         | 24         | 25         |
| Turnaj                  | lehká váha | lehká váha | lehká váha | lehká váha | lehká váha | lehká váha | lehká váha | lehká váha |
| ----------------------- | ---------- | ---------- | ---------- | ---------- | ---------- | ---------- | ---------- | ---------- |
| Olympijské hry          |            |            | úč.        |            |            |            | úč.        |            |
| Mistrovství světa       |            | —          |            | —          |            | úč.        |            | úč.        |
| Panamerické hry         |            | ?          |            |            |            | 5.         |            |            |
| Panamerické mistrovství | 3.         |            | —          | ?          | ?          | —          | —          | —          |
| Jihoamerické hry        | ?          |            |            |            | ?          |            |            |            |
| MS juniorů              | úč.        |            | úč.        |            |            |            |            |            |